# Intelsat 15
O Intelsat 15 (também conhecido por IS-15 e JCSAT-85) é um satélite de comunicação geoestacionário construído pela empresa Orbital Sciences Corporation (OSC), ele está localizado na posição orbital de 85 graus de longitude leste e é operado pelas empresas Intelsat e SKY Perfect JSAT Corporation. O satélite foi baseado na plataforma Star-2.4 Bus e sua vida útil estimada é de 15 anos.

## História
A Orbital Sciences Corporation anunciou em maio de 2007, que foi escolhida pela Intelsat Ltda. para projetar, construir e entregar um  satélite de comunicações comerciais, o Intelsat 15 (IS-15). Este satélite foi baseado na comprovada plataforma Star-2.4 Bus da Orbital.
O satélite gera 4,6 quilowatts de potência de carga e transporta 22 transponders em banda Ku ativos. O satélite Intelsat 15 está localizado na posição orbital de 85 graus de longitude leste, o mesmo foi lançado em 2009 para substituir o IS-709.
5 transponders do satélite são de propriedade da SKY Perfect JSAT Corporation e são comercializados como JCSAT-85.

## Lançamento
O satélite foi lançado com sucesso ao espaço no 30 de novembro de 2009, às 21:00:00 UTC, por meio de um veículo Zenit-3SLB, laçando a partir do Cosmódromo de Baikonur, no Cazaquistão. Ele tinha uma massa de lançamento de 2.484 kg.

## Capacidade e cobertura
O Intelsat 15 é equipado com 22 transponders ativos de banda Ku para fornecer vídeo e dados para o Oriente Médio, Oceano Índico e regiões da Rússia. A SKY Perfect JSAT detém 5 dos 22 transponders em banda Ku no satélite Intelsat 15, sob o nome JCSAT-85 e oferece a capacidade para prestar serviços a Ásia, Oceano Índico e região do Oriente Médio.